# Monfalconi
I Monfalconi sono un gruppo montuoso delle Dolomiti Friulane, poste in Veneto (provincia di Belluno) e in Friuli-Venezia Giulia (provincia di Pordenone e provincia di Udine).

## Collocazione

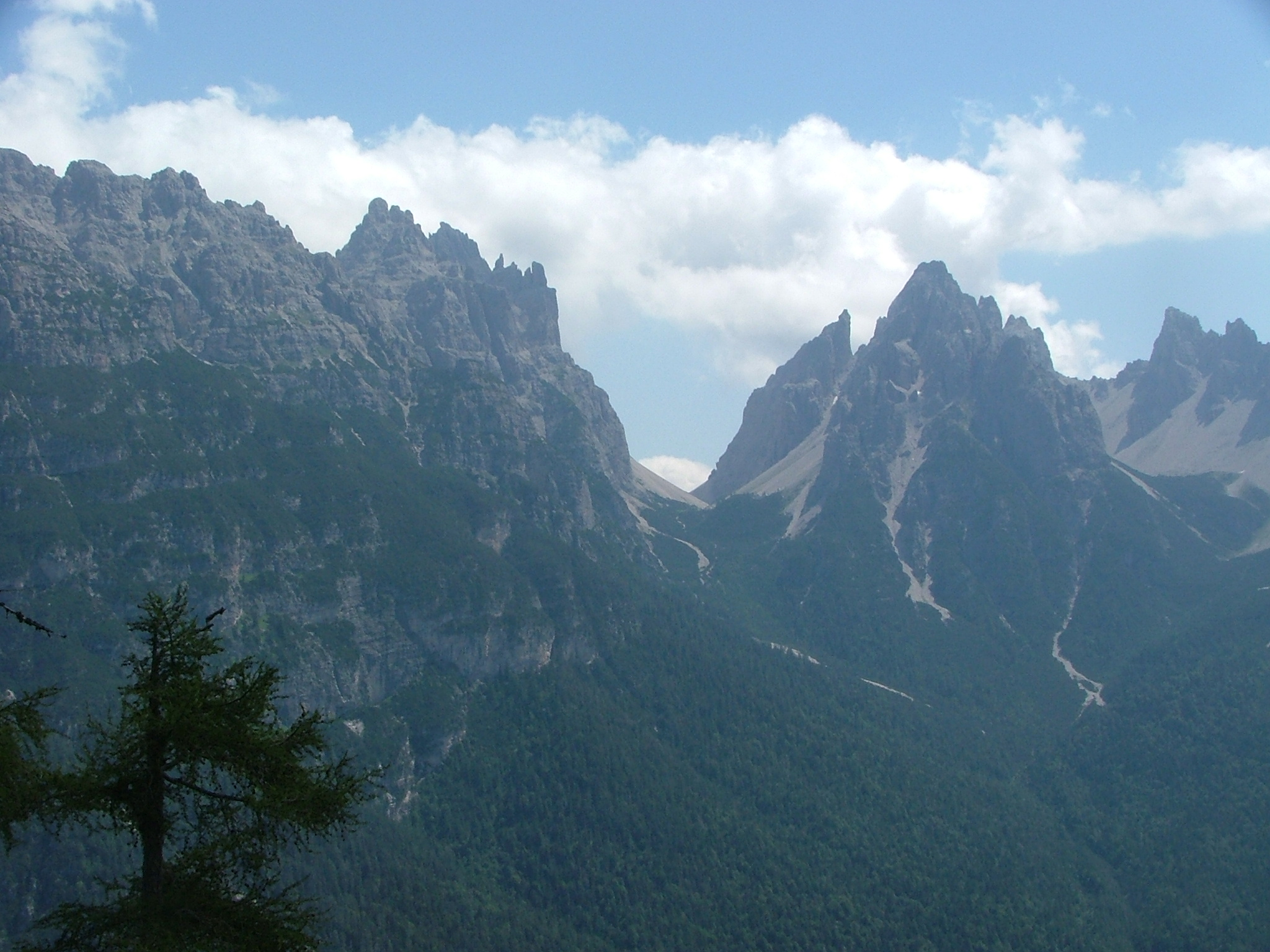
La Forcella Scodavacca

Il gruppo si trova ad est del Lago di Centro Cadore ed è delimitato a nord dalla Forcella Scodavacca, a sud-est dal Passo del Lavinal e a sud-ovest dalla Forcella Montanaia. Quest'ultima forcella lo divide dagli Spalti di Toro, gruppo con il quale forma come un tutt'uno.

## Classificazione
Secondo la SOIUSA i Monfalconi sono un sottogruppo alpino con la seguente classificazione:
- Grande parte = Alpi Orientali
- Grande settore = Alpi Sud-orientali
- Sezione = Alpi Carniche e della Gail
- Sottosezione = Prealpi Carniche
- Supergruppo = Dolomiti Friulane
- Gruppo = Gruppo Spalti-Monfalconi
- Sottogruppo = Monfalconi
- Codice = II/C-33.III-A.2.a

## Suddivisione
Secondo la SOIUSA i Monfalconi sono ulteriormente suddivisi in tre settori:
- Monfalconi di Forni (/a)
- Monfalconi di Cimoliana (/b)
- Monfalconi di Montanaia (/c)

## Descrizione

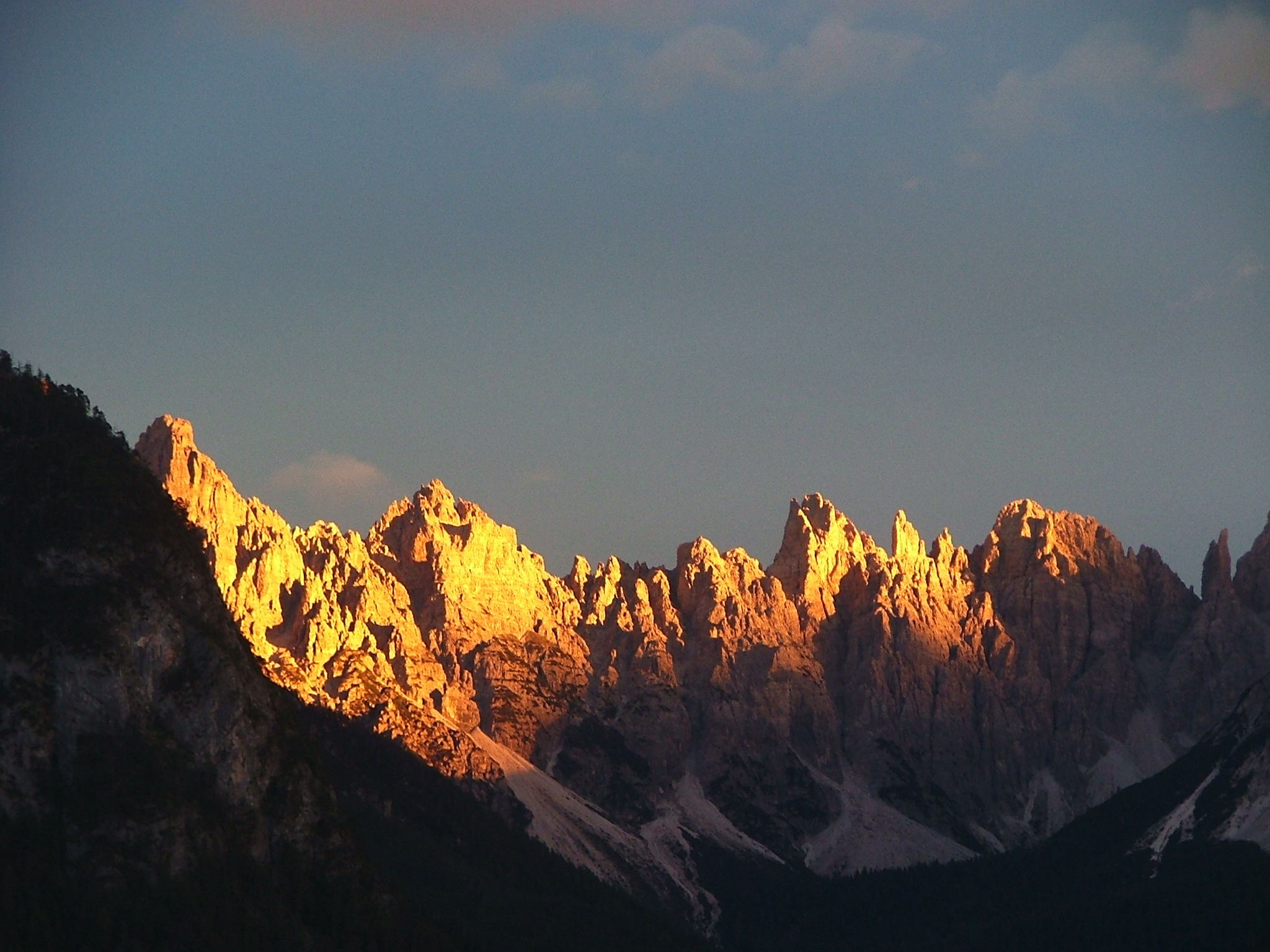
Il gruppo degli Spalti di Toro, adiacenti ai Monfalconi

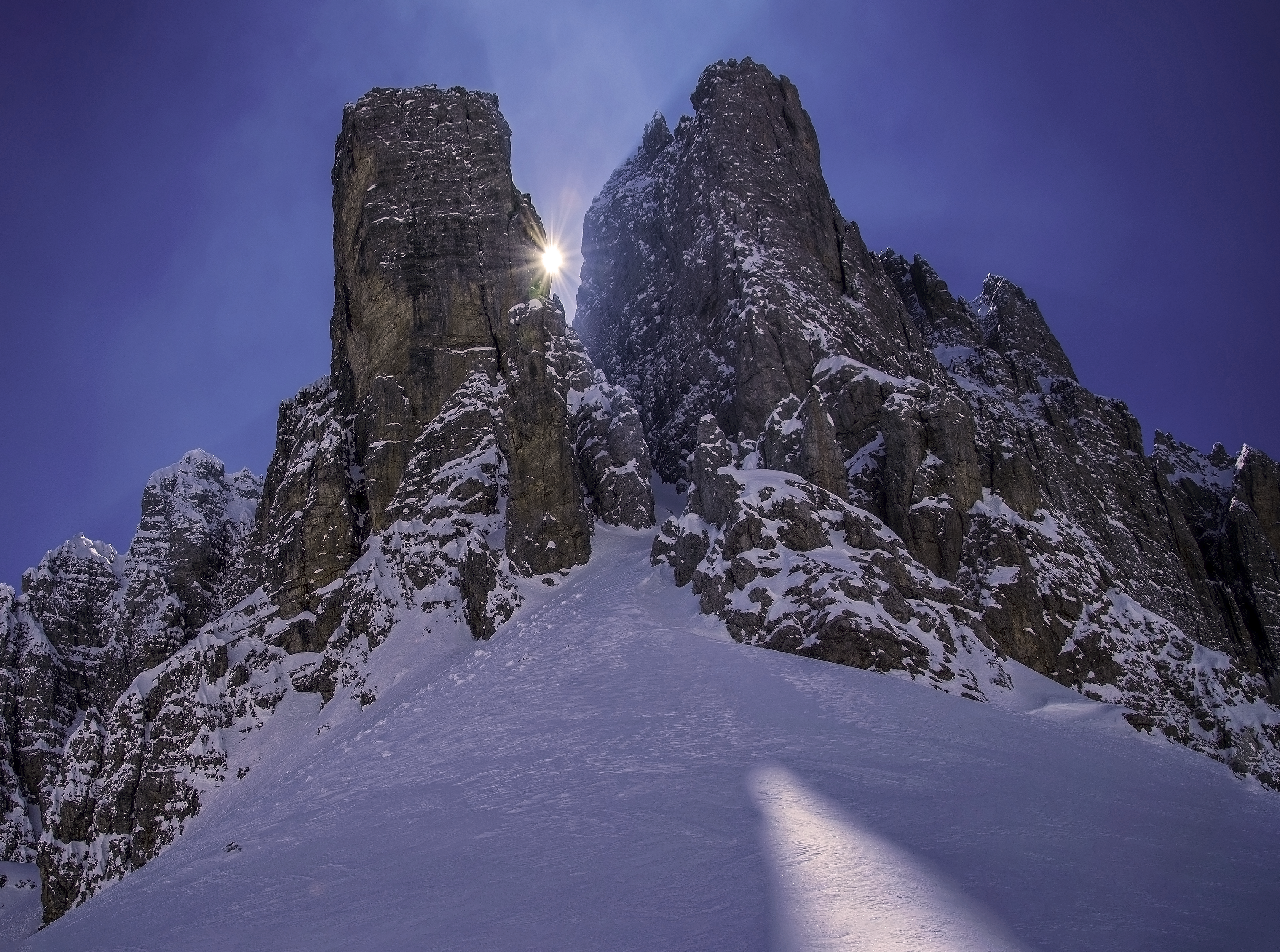
Il Crodon di Giaf

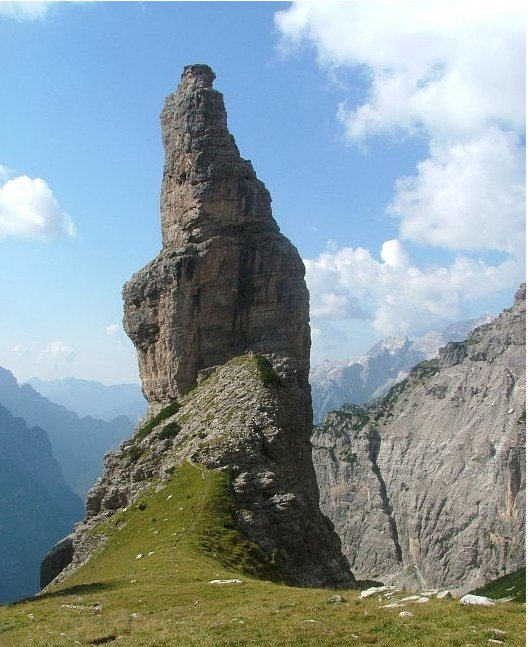
Il Campanile di Val Montanaia

Gli Spalti di Toro-Monfalconi, pur occupando un'area poco estesa rispetto a gruppi montuosi vicini quali Marmarole, Terze-Clap-Siera, sono geograficamente molto complessi in quanto costituiti da centinaia di torri, guglie e creste che li rendono uno dei gruppi dolomitici più caratteristici. I Monfalconi si uniscono al massiccio del Duranno-Cima dei Preti tramite Forcella Spe (2049 m) e si uniscono al gruppo del Pramaggiore tramite il Passo del Lavinal formando una sorta di ferro di cavallo alla testata della Val Cimoliana. 
Il ramo orientale prende il nome di Spalti di Toro e culmina con la Cima Both (2.434 m) mentre il ramo occidentale culmina con il Monfalcon di Montanaia (2.548 m) che è anche la cima più elevata del gruppo. L'ossatura principale della catena parte dalla Cima degli Elmi (2.424 m) e continua lungo lo spartiacque tra la Val Montanaia e la Val Talagona con una cresta dentellata con numerosissime forcelle ed intagli solo in minima parte utilizzate per il transito da una valle all'altra e comunque tutte di accesso molto faticoso. Sul versante sud quattro valli entrano nel cuore del gruppo e sono il Cadìn di San Lorenzo, la Val Montanaia, la Val Monfalcon di Cimoliana e la Val Meluzzo, tutte accessibili dal Rifugio Pordenone in Val Cimoliana.
Il gruppo dei Monfalconi propriamente detto è il ramo orientale che dalla Forcella Montanaia prosegue in direzione nord-est - sud-est formando gli agglomerati del Monfalcon di Montanaia coi suoi satelliti, della Croda del Leone e del Monfalcon di Forni, il più settentrionale ed articolato che sovrasta il Rifugio Giaf (1.400 m). Al centro della val Montanaia sorge il famoso Campanile di Val Montanaia. Le principali forcelle del gruppo, usate come valico sono Forcella Montanaia, Forcella del Leone, Forcella del Cason, Forcella del Las Busas, Forcella dei Pecoli e Forcella Cimoliana (quest'ultima percorsa da un sentiero impervio le cui attrezzature sono state smantellate).

## Storia alpinistica
Il gruppo dei Monfalconi è noto fin dagli albori dell'alpinismo dolomitico ma durante gli Anni d'oro dell'Alpinismo (XIX sec.) ne rimase tagliato fuori per l'impraticità dei suoi accessi, specie dal versante meridionale; solo una breve puntata di Arturo Ferrucci, presidente della Società Alpina Friulana, che sale il Monfalcon di Montanaia e di Mantica porta alla conquista della Cima d'Arade nel 1895. Fu solo all'inizio del XX secolo che gli alpinisti cominciarono a desiderare le guglie custodite in questa appartata catena ed è in questo momento che si accende la gara per la conquista del Campanile di Val Montanaia, la guglia più bella e nota del massiccio, che venne scalata nel 1902 da Wolf von Glanvell e Karl von Saar riprendendo il tentativo interrotto da Napoleone Cozzi e Alberto Zanutti. 
L'anno successivo lo stesso Glanvell con von Saar e K. Domenigg conquistarono la Croda Cimoliana; nel 1906 fece la sua comparsa Tita Piaz che conquista il Campanile Toro aprendovi un difficile itinerario di V grado (tra i più ardui della sua epoca) e compì la vertiginosa calata dalla parete nord del Campanile di Val Montanaia. Entro lo scoppio della Prima Guerra Mondiale tutte le vette dei Monfalconi furono salite, specie da un nutrito gruppo di alpinisti veneti capeggiati da Umberto Fanton. Passata la Grande Guerra la nuova generazione di alpinisti tra cui Celso Gilberti, Ettore Castiglioni, Emil Solleder, Raffaele Carlesso, Spiro dalla Porta Xydias ed altri, soprattutto locali aprirono nuovi itinerari esplorando anche le pareti più inaccessibili secondo le vie più logiche. 
A causa della scomodità dell'accesso però, a parte il Campanile di Val Montanaia ormai ampiamente entrato nella memoria collettiva per le imprese svoltesi lungo le sue pareti, i Monfalconi rimasero un gruppo secondario, appartato e mai affollato, su cui si cimentarono soprattutto alpinisti friulani provenienti dalle vicinanze. Solo oggigiorno vi è una piccola ripresa di alcuni itinerari tracciati sulle numerose guglie del massiccio e comunque tutte intorno alla Val Montanaia.

## Vette

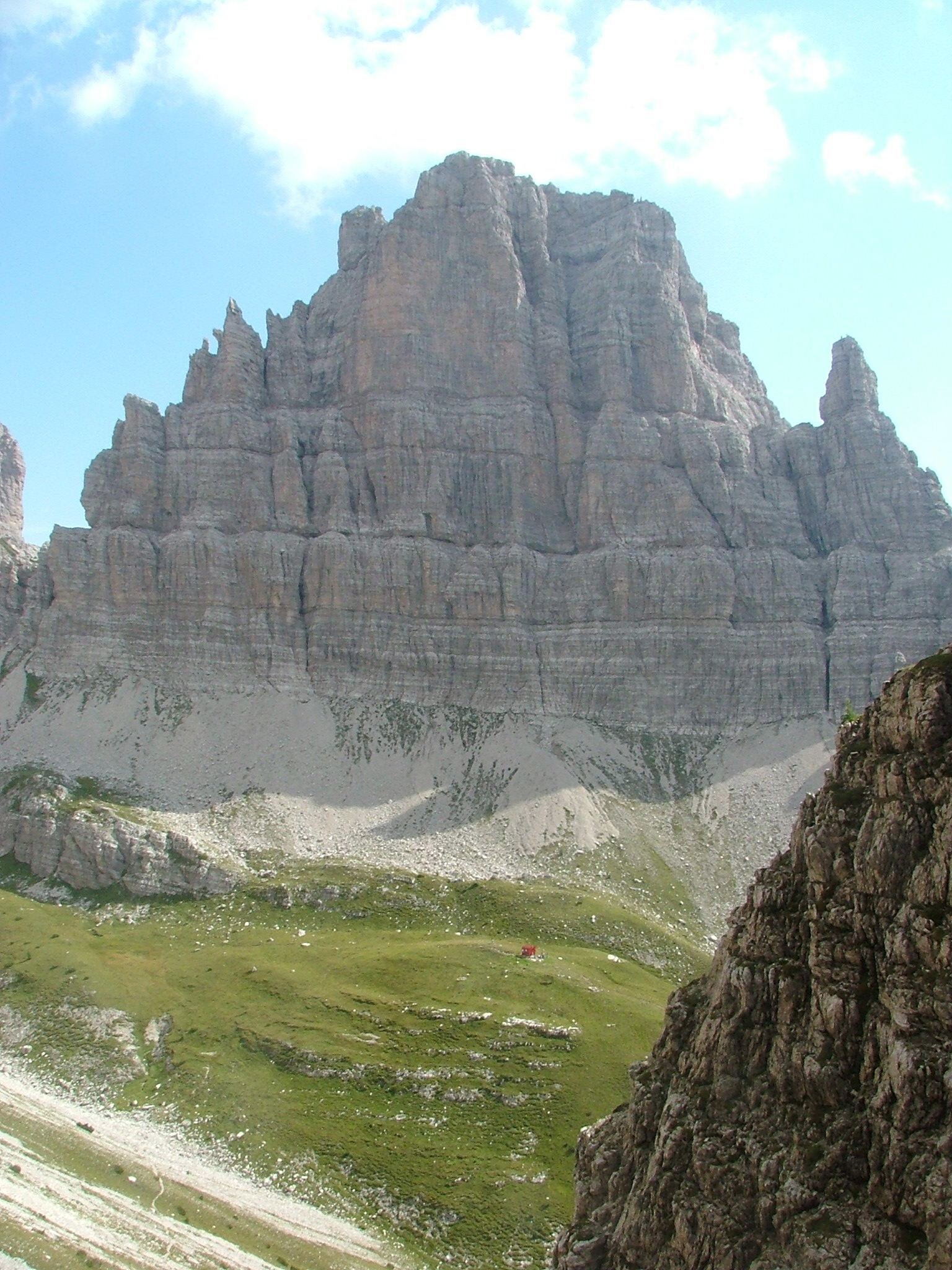
La Croda Montanaia dal bivacco Perugini, in primo piano il pilastro rosso.

Alcune delle vette principali dei Monfalconi sono:
- Monfalcon di Montanaia - 2.548 m
- Cima di Giaf - 2.523 m
- Crodon di Giaf - 2504 m
- Cima d'Arade - 2503 m
- Monfalcon di Forni - 2.453 m
- Monfalcon di Cimoliana - 2.450 m
- Punta Koegel - 2440 m
- Croda Cimoliana - 2.408 m
- Cresta del Leone - 2403 m
- Croda Ultima del Leone - 2401 m
- Cima Pecoli - 2352 m
- Cima Urtisei Ovest - 2264 m
- Cima Urtisei Est - 2119 m

## Rifugi e bivacchi

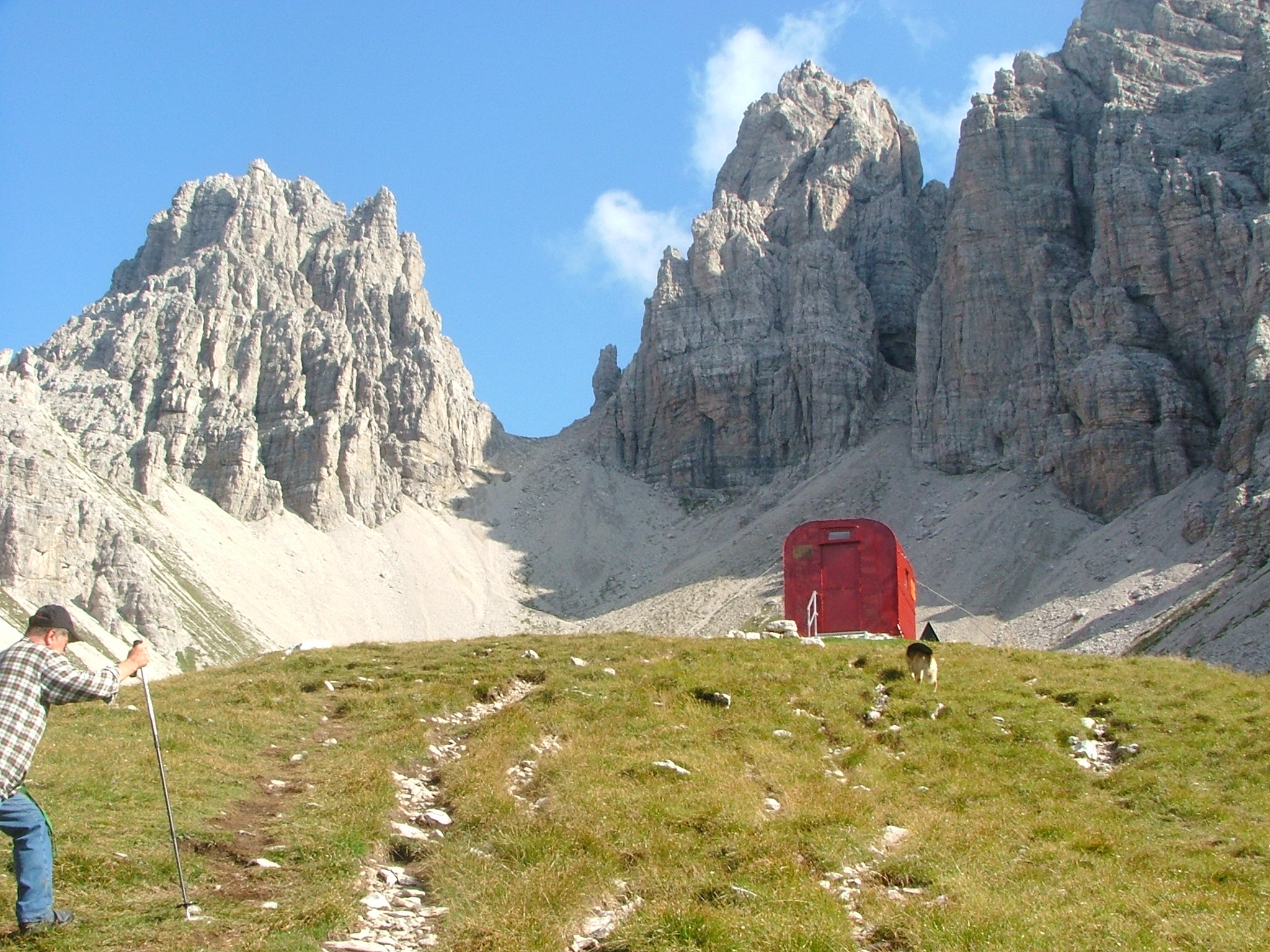
Il Bivacco Perugini vicino cima Both

I rifugi ed i bivacchi che contornano il gruppo sono:
- Rifugio Giaf - 1.400 m. Il rifugio è facilmente raggiungibile da Forni di Sopra, loc. Chiandarens. Lasciata l'auto al parcgeggio in circa 1 ora si giunge a destinazione.
- Rifugio Padova - 1.300 m. Raggiungibile in macchina da Domegge di Cadore.
- Rifugio Pordenone - 1.249 m. Raggiungibile in macchina per la val Cimoliana che inizia a Cimolais in Val Cellina.
- Bivacco Marchi-Granzotto- 2.158 m. Il bivacco è raggiungibile: dal rifugio Giaf in 2 ore tramite forc. del Cason o Forc. Da las Busas, entrambi gli itinerari passano per ghiaione; dal rifugio Pordenone in 2.30 ore passando per la val Meluzzo e risalendo la val Monfalconi, l'itinerario non presenta difficoltà ed è adatto a tutti ; dal rifugio Padova per la forcella Monfalcon di Forni.
- Bivacco Perugini - 2000 m. Il bivacco è raggiungibile dal Rifugio Pordenone in 2,30 ore di cammino attraverso la Val Montanaia.

## Ascensioni

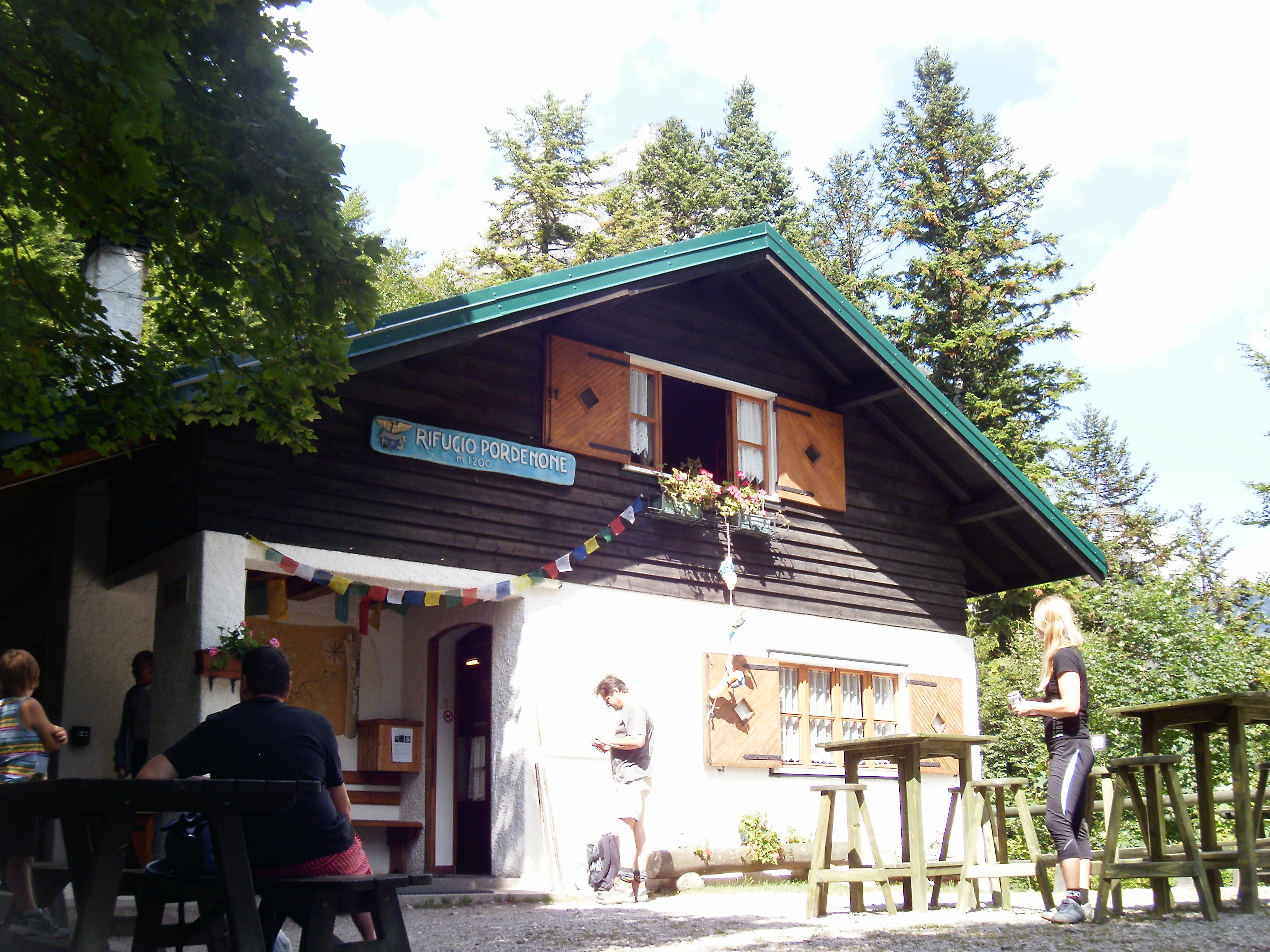
Il Rifugio Pordenone sul versante meridionale dei Monfalconi

Il massiccio offre innumerevoli ascensioni di ogni difficoltà ma solo alcune sono ripetute e conosciute, altre purtroppo sono cadute nell'oblio o riprese molto di rado. Le mete più interessanti sono: 
- La Croda Cimoliana per uno dei suoi itinerari rivolti verso il Bivacco Perugini, ossia lungo la sua maggiore parete e sono la via normale Glanvell-Saar-Domenigg (III); la via Piaz (IV, V-); la via Pacifico (V) ed il Pilastro Rosso (V+); è altresì possibile compiere tutto il periplo della base della montagna tramite un sistema di cenge che va dalla Forcella Cimoliana alla Forcella della Croda.
- La Cima di Meluzzo è una montagna di forma complessa e che presenta diverse strutture rocciose, tra cui uno spuntone che sporge verso il Rifugio Pordenone detto appunto Campanile Rifugio Pordenone su cui sale una via di Carlesso (IV+). All'antecima è noto il grande diedro che si stacca dal sentiero della Val Montanaia (V, 1 pp. VI) e le vie della parete sud-est (Agnolin-Praturlon V+ e A2; Migotto-Martin V+ e A1).
- Il Monfalcon di Montanaia presenta diversi itinerari di salita di media difficoltà ma è raggiunto quasi sempre dalla via normale dal Cadinut di Cimoliana, sotto il bivacco Marchi (II+).
- Tutto il gruppo del Monfalcon dei Forni presenta interessanti ascensioni di tutte le difficoltà e sono saltuariamente frequentate grazie alla presenza dei rifugi Giaf e Padova e del Bivacco Marchi; tra tutte spiccano la Solleder alla Cima Giaf (V), la Torre Valentino con la parete nord (VI+) e la Torre Antonio Berti (diversi itinerari da III a V).